# Satellite Award/Fernsehen/Beste Darstellerin in einer Serie – Drama
Mit dem Satellite Award Beste Darstellerin in einer Serie – Drama werden die Schauspielerinnen geehrt, die als Hauptdarstellerin herausragende Leistungen in einer Dramaserie gezeigt haben. Seit 2016 werden neben Dramaserien auch Genre-Serien berücksichtigt.
| Statistik (bis einschließlich Satellite Awards 2022) | |
| Am häufigsten honorierte Hauptdarstellerin           | Claire Danes für Homeland (drei Siege)                                                                  |
| Am häufigsten nominierte Hauptdarstellerin           | Julianna Margulies für Emergency Room – Die Notaufnahme und Good Wife (sieben Nominierungen, ohne Sieg) |

Es werden immer jeweils die Darstellerinnen des Vorjahres ausgezeichnet.

## Nominierungen und Gewinner

### 1996–1999
| Jahr | Preisträger     | für die Serie                      | Nominierungen |
| 1996 | Christine Lahti | Chicago Hope – Endstation Hoffnung | Gillian Anderson für Akte X – Die unheimlichen Fälle des FBI Kim Delaney für New York Cops – NYPD Blue Julianna Margulies für Emergency Room – Die Notaufnahme Kimberly Williams-Paisley für Beziehungsweise |
| 1997 | Kate Mulgrew    | Star Trek: Raumschiff Voyager      | Gillian Anderson für Akte X – Die unheimlichen Fälle des FBI Kim Delaney für New York Cops – NYPD Blue Julianna Margulies für Emergency Room – Die Notaufnahme Ally Walker für Profiler                      |
| 1998 | Jeri Ryan       | Star Trek: Raumschiff Voyager      | Gillian Anderson für Akte X – Die unheimlichen Fälle des FBI Sharon Lawrence für New York Cops – NYPD Blue Rita Moreno für Oz – Hölle hinter Gittern Andrea Parker für Pretender                             |
| 1999 | Camryn Manheim  | Practice – Die Anwälte             | Lorraine Bracco für Die Sopranos Edie Falco für Die Sopranos Mariska Hargitay für Law & Order: Special Victims Unit Kelli Williams für Practice – Die Anwälte                                                |

### 2000–2009
| Jahr | Preisträger     | für die Serie                          | Nominierungen |
| 2000 | Allison Janney  | The West Wing – Im Zentrum der Macht   | Gillian Anderson für Akte X – Die unheimlichen Fälle des FBI Tyne Daly für Für alle Fälle Amy Edie Falco für Die Sopranos Sela Ward für Noch mal mit Gefühl                                                                                        |
| 2001 | Edie Falco      | Die Sopranos                           | Amy Brenneman für Für alle Fälle Amy Kim Delaney für Philly Marg Helgenberger für CSI: Den Tätern auf der Spur Sela Ward für Noch mal mit Gefühl                                                                                                   |
| 2002 | CCH Pounder     | The Shield – Gesetz der Gewalt         | Jennifer Garner für Alias – Die Agentin Sarah Michelle Gellar für Buffy – Im Bann der Dämonen Allison Janney für The West Wing – Im Zentrum der Macht Maura Tierney für Emergency Room – Die Notaufnahme                                           |
| 2003 | CCH Pounder     | The Shield – Gesetz der Gewalt         | Jennifer Garner für Alias – Die Agentin Amy Madigan für Carnivàle Ellen Muth für Dead Like Me – So gut wie tot Joely Richardson für Nip/Tuck – Schönheit hat ihren Preis Amber Tamblyn für Die himmlische Joan                                     |
| 2004 | Laurel Holloman | The L Word – Wenn Frauen Frauen lieben | Jennifer Garner für Alias – Die Agentin Evangeline Lilly für Lost Joely Richardson für Nip/Tuck – Schönheit hat ihren Preis Amber Tamblyn für Die himmlische Joan                                                                                  |
| 2005 | Kyra Sedgwick   | The Closer                             | Patricia Arquette für Medium – Nichts bleibt verborgen Jennifer Beals für The L Word – Wenn Frauen Frauen lieben Kristen Bell für Veronica Mars Geena Davis für Commander in Chief Joely Richardson für Nip/Tuck – Schönheit hat ihren Preis       |
| 2006 | Marcia Cross    | Desperate Housewives                   | America Ferrera für Alles Betty! Laura Kightlinger für The Minor Accomplishments of Jackie Woodman Lisa Kudrow für Comeback Julia Louis-Dreyfus für The New Adventures of Old Christine Mary-Louise Parker für Weeds – Kleine Deals unter Nachbarn |
| 2007 | Ellen Pompeo    | Grey’s Anatomy                         | Glenn Close für Damages – Im Netz der Macht Minnie Driver für The Riches Sally Field für Brothers & Sisters Kyra Sedgwick für The Closer Jeanne Tripplehorn für Big Love                                                                           |
| 2008 | Anna Paquin     | True Blood                             | Glenn Close für Damages – Im Netz der Macht Kathryn Erbe für Law and Order: Criminal Intent Sally Field für Brothers & Sisters Holly Hunter für Saving Grace Kyra Sedgwick für The Closer                                                          |
| 2009 | Glenn Close     | Damages – Im Netz der Macht            | Edie Falco für Nurse Jackie Stana Katić für Castle Julianna Margulies für Good Wife Elisabeth Moss für Mad Men |

### 2010–2019
| Jahr | Preisträger      | für die Serie                             | Nominierungen |
| 2010 | Connie Britton   | Friday Night Lights                       | January Jones für Mad Men Julianna Margulies für Good Wife Anna Paquin für True Blood Katey Sagal für Sons of Anarchy |
| 2011 | Claire Danes     | Homeland                                  | Connie Britton für Friday Night Lights Mireille Enos für The Killing Julianna Margulies für Good Wife Eve Myles für Torchwood Katey Sagal für Sons of Anarchy                                                              |
| 2012 | Claire Danes     | Homeland                                  | Connie Britton für Nashville Michelle Dockery für Downton Abbey Julianna Margulies für Good Wife Hayden Panettiere für Nashville Chloë Sevigny für Hit & Miss                                                              |
| 2013 | Robin Wright     | House of Cards                            | Lizzy Caplan für Masters of Sex Olivia Colman für Broadchurch Vera Farmiga für Bates Motel Tatiana Maslany für Orphan Black Anne Reid für Last Tango in Halifax Keri Russell für The Americans Abigail Spencer für Rectify |
| 2014 | Keri Russell     | The Americans                             | Gillian Anderson für The Fall Lizzy Caplan für Masters of Sex Eva Green für Penny Dreadful Tatiana Maslany für Orphan Black Julianna Margulies für Good Wife Ruth Wilson für The Affair Robin Wright für House of Cards    |
| 2015 | Claire Danes     | Homeland                                  | Kirsten Dunst für Fargo Lady Gaga für American Horror Story (Staffel 5: Hotel) Taraji P. Henson für Empire Felicity Huffman für American Crime Tatiana Maslany für Orphan Black Robin Wright für House of Cards            |
| 2016 | Evan Rachel Wood | Westworld                                 | Felicity Huffman für American Crime Sarah Lancashire für Happy Valley – In einer kleinen Stadt Tatiana Maslany für Orphan Black Winona Ryder für Stranger Things Ruth Wilson für The Affair                                |
| 2017 | Elisabeth Moss   | The Handmaid’s Tale – Der Report der Magd | Caitriona Balfe für Outlander Carrie Coon für The Leftovers Maggie Gyllenhaal für The Deuce Katherine Langford für Tote Mädchen lügen nicht Ruth Wilson für The Affair                                                     |
| 2018 | Julia Roberts    | Homecoming                                | Elisabeth Moss für The Handmaid’s Tale – Der Report der Magd Sandra Oh für Killing Eve Keri Russell für The Americans Jodie Whittaker für Doctor Who                                                                       |
| 2019 | Zendaya          | Euphoria                                  | Olivia Colman für The Crown Jodie Comer für Killing Eve Regina King für Watchmen Sandra Oh für Killing Eve Maggie Siff für Billions                                                                                        |

### Ab 2020
| Jahr | Preisträger    | für die Serie                             | Nominierungen |
| 2020 | Olivia Colman  | The Crown                                 | Caitriona Balfe für Outlander Phoebe Dynevor für Bridgerton Laura Linney für Ozark Sandra Oh für Killing Eve Maggie Siff für Billions                                            |
| 2021 | Sarah Snook    | Succession                                | Beanie Feldstein für American Crime Story Nicole Kidman für Nine Perfect Strangers Kelly Macdonald für Line of Duty Elisabeth Moss für The Handmaid’s Tale – Der Report der Magd |
| 2022 | Elisabeth Moss | The Handmaid’s Tale – Der Report der Magd | Carrie Coon für The Gilded Age Laura Linney für Ozark Rhea Seehorn für Better Call Saul Sissy Spacek für Night Sky Zendaya für Euphoria                                          |
| 2023 | Helen Mirren   | 1923                                      | Rebecca Ferguson für Silo Melanie Lynskey für Yellowjackets Bella Ramsey für The Last of Us Sarah Snook für Succession Imelda Staunton für The Crown                             |
| 2024 | Kathy Bates    | Matlock                                   | Carrie Coon für The Gilded Age Maya Erskine für Mr. & Mrs. Smith Keri Russell für Diplomatische Beziehungen Anna Sawai für Shōgun Imelda Staunton für The Crown                  |